# Корчева
Корчева́ — бывший город в Тверской губернии, уездный центр, расселённый при строительстве плотины Иваньковского водохранилища и канала «Москва — Волга» в 1937 году. Жители были переселены в город Конаково, бывшее село Кузнецово Корчевского уезда.

## История и описание
Находился город Корчева на правом (высоком) берегу Волги и по обе стороны речки Корчевки, впадающей в Волгу.
Время возникновения Корчевы неизвестно, но в писцовых книгах Московского государства 1540-х годов она упоминается: «…село Карачево, а в нём церковь Воскресенье Христово». По сведениям тверских писцовых книг 1627—1628 годов село Корчева входила в вотчину Тверского архиепископа. После 1764 года село стало принадлежать ведомству Коллегии экономии.
Экономическое село Корчева было преобразовано в город именным указом от 18 (29) октября 1781 года. Одновременно в составе Тверской губернии образован Корчевской уезд, в состав которого вошли отдалённые части Тверского, Кашинского и Калязинского уездов.
По сведениям на 1863 год число жителей Корчевы составляло 3317 человек. В Корчеве было 410 дворов, из них — 26 с каменными домами, три каменные церкви, сорок одна лавка, три гостиницы, два трактира, четыре постоялых двора, два училища, больница. В 1861 году в городе насчитывалось несколько небольших промышленных заведений: паточный завод, пивоваренный, два пряничных и два кирпичных завода.
По переписи населения 1897 года в Корчеве насчитывалось 2182 жителя, в 1913 году — 2518, в 1923 году — 2353 жителя.
В 1922 году Корчева стала безуездным городом и была отнесена к Кимрскому уезду. В 1929 году был образован Кузнецовский район Московской области (с 1935 — в Калининской), в который вошла большая часть бывшего Корчевского уезда, в том числе и город Корчева. В 1932 году принимается решение о строительстве канала «Москва — Волга», в результате которого город попадает в зону затопления.
Постановлением Президиума ВЦИК от 2 марта 1937 года центр Конаковского района был перенесён из Корчевы в Конаково, которое одновременно получило статус города. Этим же постановлением Корчева официально исключается из списков городов.
В настоящее время на незатопленной территории сохранилось кладбище с заросшими остатками фундамента Казанской церкви и одно-единственное каменное здание — дом купцов Рождественских — типичный представитель архитектурного стиля городской застройки начала XX века.

## Галерея
- Вид на город с левого берега Волги. С левой стороны видна церковь Преображения, справа — Воскресенский собор
- Вид г. Корчева. 1910 г. Рисунок из дневника А. А. Ждановой
- Дом купцов Рождественских

## Известные люди
- Коломаров, Борис Николаевич — советский киновед, кинокритик, театральный критик, сценарист, редактор.
- Минорский Владимир Фёдорович — выдающийся русский востоковед, исследователь истории, исторической географии, литературы и культуры Персии.
- Левшин Вадим Леонидович — советский физик.
- Голубицкий Павел Михайлович — русский изобретатель в области телефонии.
- Николаевский Николай Фёдорович — врач, депутат Государственной думы Российской империи.
- Пассек Татьяна Петровна (урожд. Кучина) — писательница, автор мемуаров; родилась в нескольких верстах от города, в селе Новоселье.